# Saryang-myeon
Saryang-myeon (koreanska: 사량면) är en socken i kommunen Tongyeong i provinsen Södra Gyeongsang i den södra delen av Sydkorea, 325 km sydost om huvudstaden Seoul.  Den består av 3 bebodda öar och 30 obebodda öar.   På Saryangdo  (10,8 km²) bor  cirka 920 personer, på Hado  (14,7 km²) bor cirka 550 personer och på Suudo (1,3 km²) bor cirka 30 personer (2020)..